# Nemesia pubescens
Nemesia pubescens är en flenörtsväxtart som beskrevs av George Bentham. Nemesia pubescens ingår i släktet nemesior, och familjen flenörtsväxter. Inga underarter finns listade i Catalogue of Life.